# Ghastly Beyond Belief
Ghastly Beyond Belief (na naslovnici stilizirano kot Ghastly Beyond Belief! – s klicajem) je drugi studijski album slovenske glasbene skupine Miladojka Youneed, izdan leta 1987 pri založbi Helidon v obliki vinilne plošče, kasete in CD-ja.
Naslovnica albuma prikazuje razkosanje ženske z žago.

## Seznam pesmi
Vse pesmi je napisala skupina Miladojka Youneed.
| A stran | A stran           | A stran |
| Št.     | Naslov            | Dolžina |
| ------- | ----------------- | ------- |
| 1.      | „Intro‟           | 2:35    |
| 2.      | „Yu Special‟      | 3:45    |
| 3.      | „Ra-ta-ta-ta‟     | 4:55    |
| 4.      | „Afro-argo‟       | 4:40    |
| 5.      | „A je u omari...‟ | 4:58    |

| B stran         | B stran         | B stran |
| Št.             | Naslov          | Dolžina |
| --------------- | --------------- | ------- |
| 6.              | „Aubidala‟      | 1:55    |
| 7.              | „No.‟           | 2:50    |
| 8.              | „Bis program‟   | 4:53    |
| 9.              | „Swans Lake‟    | 5:50    |
| Skupna dolžina: | Skupna dolžina: | 38:02   |

## Zasedba

### Miladojka Youneed
- Miroslav Lovrič — vokal, bas kitara
- Mario Marolt — tenor saksofon, klarinet
- Urban Urbanija — alt saksofon, bariton saksofon
- Boris Romih — kitara
- Danijel Kašnar — bobni
- Igor Ožbolt — bas kitara